# 鸡林站
鸡林站（朝鲜语：계림역；）曾为朝鲜铁路會寧煤礦線上的一个车站，位于咸镜北道會寧市。

## 历史
- 1932年12月21日 - 落成使用，车站名称为新鸡林站[1]。
- 1938年5月1日 - 改为现在名称。
- 不明 - 废止。